# 涙のラナウェイ・ボーイ
『涙のラナウェイ・ボーイ』 (STRAY CATS) とはアメリカのロカビリーバンド、ストレイ・キャッツが1981年にリリースしたアルバム。

## 解説
ストレイ・キャッツの1stアルバムにして全英6位を記録した作品。「涙のラナウェイ・ボーイ」（全英9位）、「ロック・タウンは恋の街」（同9位）、「気取りやキャット」（同11位）といったシングル・ヒットも生み出した。
ストレイ・キャッツはアメリカ出身のバンドであるが、渡英し、先にイギリスでデビューして2枚のアルバムをリリースしたため、母国アメリカでのデビューアルバムは、既にイギリスで発表されていた2枚のアルバムから選りすぐりの曲を収録した『ビルト・フォー・スピード』である。

## 収録曲
1. 涙のラナウェイ・ボーイ - Runaway Boys
2. 悩殺ストッキング - Fishnet Stockings
3. ユバンギ・ストンプ - Ubangi Stomp
4. ジニー・ジニー・ジニー - Jeanie,Jeanie,Jeanie
5. 嵐の大使館 - Storm The Embassy
6. ロック・タウンは恋の街 - Rock This Town
7. ランブル・イン・ブライトン - Rumble In Brighton
8. 気取りやキャット - Stray Cat Strut
9. クロール・アップ・アンド・ダイ - Crawl Up And Die
10. ダブル・トーキン・ベイビー - Double Talkin' Baby
11. マイ・ワン・ディザイアー - My One Desire
12. ワイルド・サクソフォン - Wild Saxaphone